# Шлях (стоянка)
Шлях — стоянка древнего человека эпохи среднего палеолита. Расположена во Фроловском районе Волгоградской области в полутора километрах севернее хутора Шляховский. Обнаружена краеведом-любителем В. И. Куфенко в 1988 году. Археологический памятник.
Единственный твёрдо датированный объект самого конца среднего палеолита на всей Русской равнине.

## География
Шлях находится во Фроловском районе Волгоградской области, в 112 километрах к северу от Волгограда и в 30 километрах от города Фролово. Расположен в 1,5 километрах к северу от хутора Шляховский, у карьера, на крутой излучине левого берега балки Пани́ки. Расстояние по руслу балки от хутора до объекта составляет 2,5 километра. Расстояние до Дона примерно 14 километров:С. 7..
Ландшафт в районе памятника представляет собой волнистую степь, изрезанную балками и оврагами. К югу от хутора находятся Арчединско-Донские пески. Водоток по дну балки осуществляется только в весеннее половодье. Ширина балки около стоянки составляет от 30 до 100 метров, террасы не выражены. Высота балки от тальвега до кромки карьера — 8—10 метров:С. 7..
В районе стоянки в балке наблюдаются выходы известняков каменноугольного периода. Подавляющее большинство находок памятника сделаны именно из этого камня:С. 8.. Эти породы принадлежат к так называемой Арчединской структуре, которая определяет изменение характера русла протекающей рядом Арчеды у Фролово.

## История исследования
Краевед-любитель В. И. Куфенко из города Волжского:С. 7 в 1988 году обследовал карьер к северу от хутора Шляховский Фроловского района Волгоградской области и открыл на левом берегу балки Пани́ка стоянку древнего человека. Сама стоянка находится в 2,5—3 километрах севернее хутора:С. 28. Тогда же Куфенко провёл раскоп по западной стенке карьера, в результате которого обнаружил археологический материал, относящийся к среднему палеолиту, годом позже — ещё один, на дне карьера, и обнаружил уже верхнепалеолитические изделия:С. 7.
Первые плановые исследования были проведены экспедицией Института истории материальной культуры Российской академии наук под руководством Павла Евгеньевича Нехорошева в 1990—1991 годах.
Второй этап исследования проходил в 1998—2001 годах. Однако, к тому времени значительная часть археологического памятника была уничтожена находящимся поблизости карьером. Основная часть исследований велась по южной стенке карьера.
При первом исследовании учёные обнаружили в балке незначительное количество подъёмного материала, который, по мнению В. И. Куфенко, происходил из неолитической стоянки, обнаруженной им ранее на этом же месте, но выше по склону. К моменту изучения стоянки экспедицией этот объект был уничтожен карьером:С. 84.

## Характеристика памятника
Первые исследования позволили выделить у памятника 10 плейстоценовых слоёв, в восьми из которых обнаружен археологический материал. Во всех слоях материал залегает в переотложенном состоянии:С. 86. Останки фауны представлены только костями, которые, как определил А. К. Каспаров, принадлежат бизонам:С. 28.
Основные находки были сделаны в трёх культурных слоях. Слой № 10, то есть самый древний, нижний слой, «галечник» — представлял известняковый плохо окатанный галечник. Здесь была сделана 31 находка. Слой № 9, «пачка песков» различного цвета и зернистости, среди которых была обнаружена 81 находка. Наконец, слой № 8, «красно-коричневый суглинок», оказался самым богатым на находки: 2288 предметов. Среди археологических находок были сколы, нуклеусы и орудия: остроконечники, ножи, скрёбла, скребки, резцы, отщепы и наковальня. Остальные слои дали незначительное количество находок. Некоторые изделия выполнены с использованием техники «перебор карниза». Технология расщепления камня почта полностью соответствовала верхнепалеолитической, при этом техника оставалась нижнепалеолетической, что характерно для индустрий, переходных от мустье к верхнему палеолиту. Место расположения объекта на месторождении сырья и отсутствие качественных инструментов позволяют говорить о том, что объект использовался древними людьми как мастерсткая:С. 86—95.
Памятник представляет собой группу стоянок и мастерских, расположенных на месторождении кремня. Мастерские использовались древним человеком для изготовления оружия и орудий труда из камня. Общая толщина культурного слоя составляет 5 метров, в которых насчитывается 9 отдельных слоев разных периодов. Два нижних слоя имеют возраст 44—41 тысяч лет назад, то есть относятся к самому концу среднего палеолита и сохранили остатки стойбищ неандертальских охотников на бизона. В результате раскопок также обнаружены остатки поселения эпохи позднего палеолита возрастом около 30 тысяч лет назад, отмечены следы пребывания людей в мезолите.
По результатам изучения находок археологи пришли к выводу, что стоянка Шлях является первым памятником на территории Русской равнины с переходной от среднего к верхнему палеолиту технологией первичного расщепления камня.

### Научная литература
Список составлен в прямом хронологическом порядке
- Вишняцкий Л. Б., Нехорошев П. Е. Рубеж среднего и верхнего палеолита на Русской равнине (в свете результатов изучения стоянки Шлях в Волгоградской области) // Нижневолжский археологический вестник  / Отв. ред. А. С. Скрипкин. — Волгоград: ВолГУ, 2001. — Вып. 4. — С. 8—24.
- Нехорошев П. Е. Развитие каменной индустрии финала среднего палеолита на Русской равнине (по материалам стоянки Шлях) // Верхний палеолит — верхний плейстоцен: динамика природных событий и периодизация археологических культур (Материалы международной конференции посвящённой 90-летию со дня рождения Александра Николаевича Рогачёва / Под ред. Н. Д. Праслова. — СПб., 2002. — С. 109—113.
- Вишняцкий Л. Б., Нехорошев П. Е., Сапелко Т. В. Среда обитания человека в конце среднего — начале верхнего палеолита в междуречье Дона и Волги (по материалам комплексных исследований стоянки Шлях) // Материалы Третьего Всероссийского совещания по изучению четвертичного периода 2—8 сентября 2002 г. — Смоленск, 2002. — С. 40—43.
- Нехорошев П. Е, Вишняцкий Л. Б. Новые материалы стоянки Шлях, слой 9 // Нижневолжский археологический вестник  / Отв. ред. А. С. Скрипкин. — Волгоград: ВолГУ, 2002. — Вып. 5. — С. 148—163.
- Нехорошев П. Е., Вишняцкий Л. Б., Гуськова Е. Г. Палеомагнитное изучение образцов осадков памятника Шлях // Петербургская трасологическая школа и изучение древних культур Евразии. — СПб. : ИИМК РАН, 2003. — С. 118—135.
- Нехорошев П. Е., Вишняцкий Л. Б., Гуськова Е. Г., Мусатов Ю. Е., Сапелко Т. В. Результаты естественнонаучного изучения палеолитической стоянки Шлях // Нижневолжский археологический вестник. — Волгоград: ВолГУ, 2003. — Вып. 6. — С. 9—25.
- Нехорошев П. Е. Результаты датирования стоянки Шлях // Российская археология : журнал. — 2006. — № 3. — С. 21—30. — ISSN 0869-6063.